# Salomona saussurei
Salomona saussurei är en insektsart som beskrevs av Brongniart 1897. Salomona saussurei ingår i släktet Salomona och familjen vårtbitare. Inga underarter finns listade i Catalogue of Life.